# Ẳng Tở
Ẳng Tở là một xã thuộc huyện Mường Ảng, tỉnh Điện Biên, Việt Nam.

## Địa lý
Xã Ẳng Tở nằm ở phía bắc của huyện Mường Ảng, có vị trí địa lý:
- Phía đông giáp xã Búng Lao và huyện Tuần Giáo
- Phía tây giáp xã Ẳng Nưa và xã Ngối Cáy
- Phía nam giáp thị trấn Mường Ảng và xã Búng Lao
- Phía bắc giáp xã Ngối Cáy và huyện Tuần Giáo.

Xã Ẳng Tở có diện tích 59,69 km², dân số năm 2022 là 6.503 người,  mật độ dân số đạt 108 người/km².

## Hành chính
Xã Ẳng Tở được chia thành 14 bản.

## Lịch sử
Ngày 30 tháng 3 năm 1967, Bộ Nội Vụ ban hành Quyết định số 122/QĐ-NV về việc thành lập xã Ảng Tơ trên cơ sở 8 bản: Tọ Cuông, Tọ Nọ, Bua, Cha Cuông, Cha Nọ, Huỗi Hảo, Phú Tiểu, Huỗi Chọn của xã Mường Ẳng.
Ngày 14 tháng 11 năm 2006, Chính phủ ban hành Nghị định số 135/2006/NĐ-CP về việc chuyển xã Ẳng Tở thuộc huyện Tuần Giáo về huyện Mường Ảng mới thành lập quản lý.
Ngày 6 tháng 9 năm 2012, UBND tỉnh Điện Biên ban hành Quyết định số 819/QĐ-UBND về việc:
- Thành lập Bản Bua 1 và Bản Bua 2 trên cơ sở toàn bộ Bản Bua.
- Thành lập bản bản Tọ Cang trên cơ sở một phần của bản Tọ Nọ.

Ngày 26 tháng 8 năm 2019, HĐND tỉnh Điện Biên ban hành Nghị quyết số 124/NQ-HĐND về việc sáp nhập bản Tọ Nọ và bản Tọ Cang thành Bản Tọ.